# Міль картопляна
Міль картопляна (Phthorimaea operculella Zell) — олігофаг, пошкоджує картоплю (бульби та вегетативну частину), баклажани, тютюн, томати, перець, паслін, дурман, беладону, фізаліс та інші декоративні пасльонові.
Картопляна міль розмножується у полі та сховищах. Гусениці виїдають паренхіму листків, утворюючи міни на них. гусениця може вгризатися у черешок, і тоді листок гине повністю. Характерна зовнішня ознака пошкодження бульб картоплі гусеницями — скупчення екскрементів на поверхні. Гусениці розвиваються в середині бульб, пронизуючи їх ходами, такі бульби нагадують губку. В окремих бульбах може розвиватись більше 10 гусениць. Бульби картоплі, що сильно пошкоджені картопляною міллю стають непридатними для посадки та переробки.
Розповсюджується картопляна міль на всіх стадіях розвитку з бульбами картоплі і плодами пасльонових культур.

## Карантинні заходи
На територію України забороняється ввозити приватним особам бульби картоплі. Забороняється також ввозити плоди томатів, баклажанів та інших пасльонових культур із зон зараження країн розповсюдження картопляної молі. У випадку виявлення шкідника проводиться знезараження вантажів. В період вегетації регулярно проводяться обстеження пасльонових культур на виявлення шкідника. Також рекомендується знищувати бур'яни родини пасльонових, як резерваторів шкідника. Рекомендується застосовувати у період вегетації інсектициди дозволені «Переліком пестицидів …», а у сховищах бульби обробляють біопрепаратими: бітоксибацилін, лепідоцид, дендробацилін.
У 2005 році шкідник був поширений в 4 областях півдня України, АР Крим та м. Севастополь, на загальній площі 8 664,85 га. У 2005 році площа зараження зменшилась на 45 га: в Кіровському районі АР Крим на 40 га, а в м. Севастополь на 5 га, за рахунок зменшення обсягів промислового вирощування пасльонових у господарствах, застосування комплексу карантинних заходів, а також своєчасного виявлення і локалізації вогнищ шкідника. На 1.01.2006 картопляна міль розповсюджена в АР Крим, місті Севастополь, Донецькій, Запорізькій, Одеській та Херсонській областях України.